# Mimosa diptera
Mimosa diptera là một loài thực vật có hoa trong họ Đậu. Loài này được (Willd.) Poir. miêu tả khoa học đầu tiên năm 1817.